# 메가존클라우드
메가존클라우드(Megazone Cloud)는 대한민국의 클라우드 서비스 기업이다. 본사는 서울특별시 강남구 논현로 85길 46에 위치해 있다.

## 논란
허가 없이 회사에서 집회를 개최하거나 유인물의 게시, 배포 및 이와 유사한 행위를 한 때나 근무장소나 회사 시설 내에서 정치적 활동을 한 때 해고할 수 있다는 규정을 두어 노동권 침해 논란이 있다

## 투자
시리즈C 투자로 4500억원을 유치하여 누적 투자금이 총 8000억원을 넘었다

## 상장
최근 IPO 공동 대표주관사로 한국투자증권과 삼성증권, JP모건, 공동 주관사로 KB증권과 씨티그룹글로벌마켓증권, 뱅크오브아메리카(BoA)를 선정하였다

## 같이 보기
- 베스핀글로벌
- 클루커스

## 참고 문헌
1. ↑  김지현, '유니콘기업' 두나무·메가존클라우드 '노동권 침해' 취업규칙 적용, 세이프타임즈, 2023.10.12
2. ↑  송혜리, '만년 적자' 메가존·베스핀, 수천억원대 투자금 몰리는 이유, 뉴시스, 2023.01.08
3. ↑  김학성, 'IPO 대어' 메가존클라우드, 대표주관사에 한투·삼성·JP모건, 연합인포맥스, 2024.07.07